# Rallye Norwegen

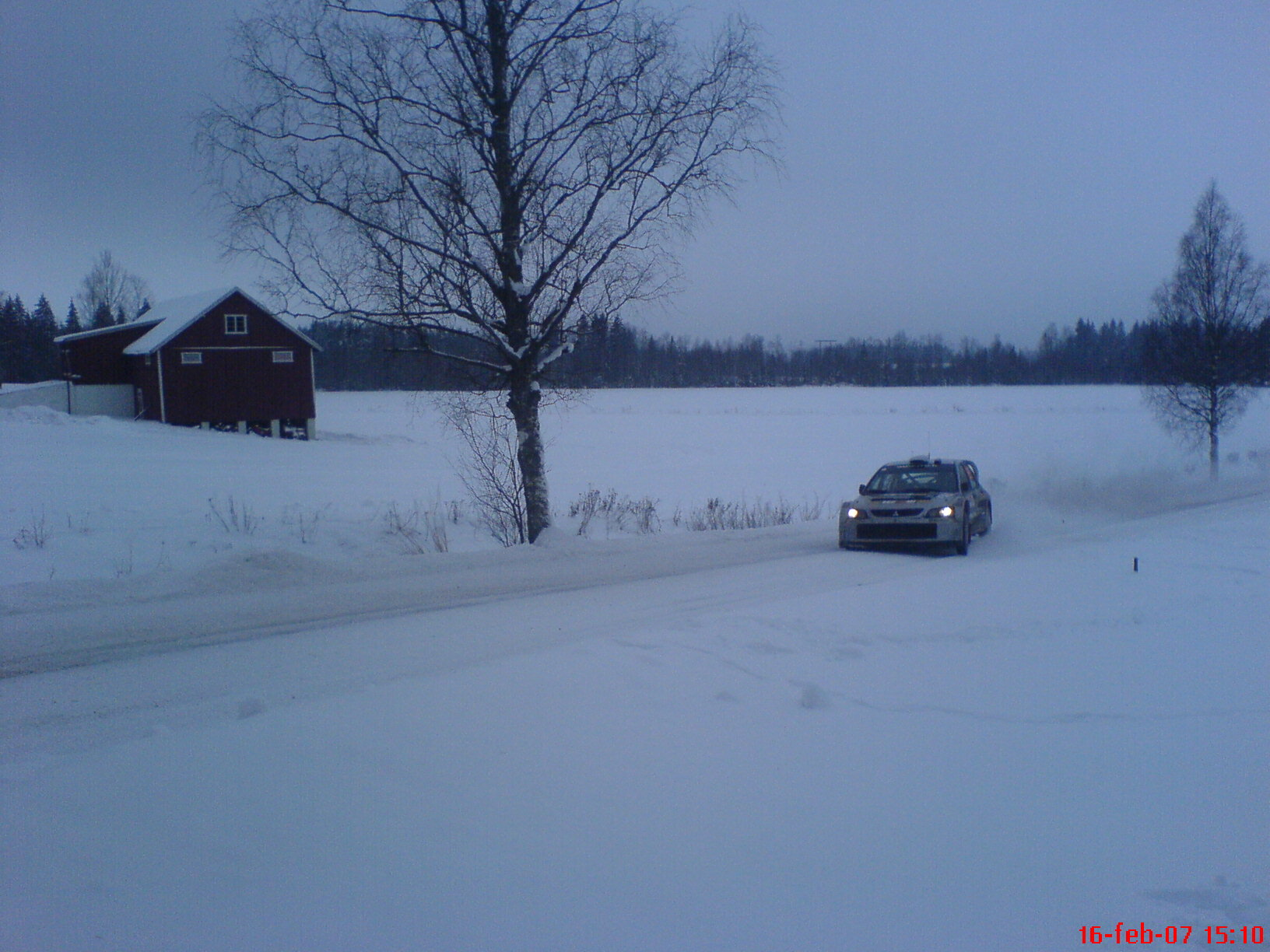
Der Finne Juho Hanninen im Mitsubishi Lancer zur Blauen Stunde während der Rallye Norwegen 2007

Die Rallye Norwegen, die im Gebiet rund um Hamar ausgefahren wird, führt über Schotter, Schnee und Eis. Ihre Wertungsprüfungen sind nicht ganz so schnell wie die ihrer Partner-Rallye in Schweden. Im Jahr 2006 erlebte die Rallye Norwegen ihre Jungfernfahrt als Testlauf für die Rallye-Weltmeisterschaft und wurde von Lokalfavorit Henning Solberg gewonnen. 2007 hatte sie erstmals ein FIA-WM-Prädikat. 

## Gesamtsieger
| Jahr  | Rallye            | Fahrer            | Beifahrer         | Auto              |
| ----- | ----------------- | ----------------- | ----------------- | ----------------- |
| 20061 | Rally Norway 2006 | Henning Solberg   | Cato Menkerud     | Peugeot 307 CC    |
| 2007  | Rally Norway 2007 | Mikko Hirvonen    | Jarmo Lehtinen    | Ford Focus WRC    |
| 2008  | nicht ausgetragen | nicht ausgetragen | nicht ausgetragen | nicht ausgetragen |
| 2009  | Rally Norway 2009 | Sébastien Loeb    | Daniel Elena      | Citroën C4 WRC    |

1 WM-Testlauf, noch kein WM-Status.